# Литовский проспект
Литовский проспект — проспект в Оболонском районе города Киева, пролегает от площади Тараса Шевченко до границы города. Согласно справочнику «улицы города Киева», участок (второстепенный) по Минскому массиву именуется как Минское шоссе.
Примыкают улица Юрия Кондратюка, Большая Кольцевая дорога, Петровский переулок, Днепроводская улица, улица Мичурина, Лесной переулок.

## История
Будущий проспект начал застраиваться в 1971 году наряду с другими улицами микрорайона № 1.
19 марта 1973 года часть Вышгородской улицы была выделена в отдельный проспект с названием — в честь города Минска, согласно Решению исполнительного комитета Киевского городского совета депутатов трудящихся № 431 «Про упорядочивание наименований и переименование улиц города Киева» («Про впорядкування найменувань та перейменування вулиць м. Києва»). На номерных табличках домов указан как Минское шоссе.
8 сентября 2022 года в процессе дерусификации городских объектов был переименован на Литовский проспект.

## Застройка
Проспект пролегает в северном направлении, пересекая городскую черту сменяется автодорогой «Р-02». Большая часть представляет собой автодорогу без застройки, которая пролегает через лес, в частности по границе заказника Межигорско-Пуща-Водицкого. В конце проспект пролегает через хутор Никольский, где к проспекту примыкают улица Мичурина и Лесной переулок.
До примыкания Большой Кольцевой дороги параллельно основному участку проспекта пролегает второстепенный участок длиной 0,74 км по микрорайону № 1 Минского массива, который сменяет улица Юрия Кондратюка. Парная сторона второстепенного участка занята многоэтажной жилой застройкой (четыре 9- и 16-этажных дома) и учреждениями обслуживания.
Учреждения:
- дом № 6 — амбулатория № 1 ЦПМСД № 2  Оболонского района
- дом № 8 — центр первичной медико-санитарной помощи (ЦПМСД) № 2 Оболонского района
- дом № 8 В — детсад № 135
- дом № 10 Б — детсад № 190